# Elecciones locales de Bogotá de 2003
El 26 de octubre de 2003 se realizaron las elecciones regionales en Colombia; como parte de éstas en Bogotá fueron elegidos:
- El Alcalde Mayor.
- Los 45 miembros del Concejo Distrital.
- Los miembros de las Juntas Administradoras Locales de las 20 localidades de la ciudad (entre 7 y 13 por localidad, según su población).

## Alcaldía Mayor
El debate electoral se centró en las candidaturas del dirigente sindical Luis Eduardo Garzón, quien había logrado el tercer lugar en las elecciones presidenciales de 2002, y la del periodista y abogado Juan Lozano Ramírez, respaldado por el conglomerado del uribismo y el popular exalcalde Enrique Peñalosa.
| Candidato                     | Partido                                | Votos                             | %                                 |
| ----------------------------- | -------------------------------------- | --------------------------------- | --------------------------------- |
| Luis Eduardo Garzón           | Polo Democrático Independiente         | 797.466                           | 46,29                             |
| Juan Francisco Lozano Ramírez | Colombia Siempre                       | 681.830                           | 39,58                             |
| María Emma Mejía Vélez        | Firmes por Bogotá                      | 48.234                            | 2,80                              |
| Eduardo Pizano de Narváez     | Bogotá Viva                            | 28.048                            | 1,62                              |
| Jaime Castro Castro           | Partido Liberal Colombiano             | 9.809                             | 0,56                              |
| Harold Bedoya Pizarro         | Movimiento Fuerza Colombia             | 9.380                             | 0,54                              |
| Víctor Velásquez Reyes        | Movimiento Unión Cristiana             | 9.187                             | 0,53                              |
| Miguel Ricaurte Lombana       | Partido Conservador Colombiano         | 6.270                             | 0,36                              |
| Ángel Humberto Rojas Cuesta   | Movimiento Unitario Metapolítico       | 6.243                             | 0,36                              |
| Gloria Gaitán                 | Autoridades Indígenas de Colombia      | 2.196                             | 0,12                              |
| Adolfo Rodríguez              | Movimiento Convergencia Popular Cívica | 2.184                             | 0,12                              |
| Otoniel González              | Movimiento Popular Unido               | 1.783                             | 0,10                              |
| Jimmy Borda                   | Movimiento Formamos Ciudadanos         | 1.657                             | 0,09                              |
| Rodolfo Rincón Sosa           | Movimiento Causa Justa                 | 1.657                             | 0,08                              |
| Votos blancos                 | Votos blancos                          | 45.119                            |                                   |
| Total de votos válidos        | Total de votos válidos                 | 1.650.911                         |                                   |
| Votos nulos                   | Votos nulos                            | 14.578                            |                                   |
| Tarjetas no marcadas          | Tarjetas no marcadas                   | 41.272                            |                                   |
| Total de votos escrutados     | Total de votos escrutados              | 1.706.701                         | 43,51                             |
| Total de votantes habilitados | Total de votantes habilitados          | 3.922.818 (abstención de 56,49 %) | 3.922.818 (abstención de 56,49 %) |